# Ocoale, Alba
Ocoale este un sat în comuna Gârda de Sus din județul Alba, Transilvania, România.